# معاهدة تاجورة
معاهدة تاجورة (21 سبتمبر 1884) بين الحكومة الفرنسية ممثلة في م. لاگارد وسلطان تاجورة، حامد بن محمد. منطقة سلطانه تمتد من رأس علولة إلى قبة الخراب في الصومال، فيما يسمى اليوم جيبوتي.
المعاهدات و الإتفاقيات أصدرت الحكومة الفرنسية عن طريق وزارة المستعمرات الفرنسية تعليمات و توصيات الي قائد محمية أبوك بالتوسع في المستعمرة، و العمل على إغراء الشيوخ الصوماليين و كسب ودهم لوضع أنفسهم و ممتلكاتهم تحت الحماية الفرنسية، و أن الحكومة الفرنسية رصدت مبلغ خمسين ألف فرنك باسم قائد المحمية لتسهيل عملية المفاوضات و إبرام الإتفاقيات و المعاهدات مع الشيوخ الصوماليين، دون الدخول في صدام مسلح مع قوات بريطانيا المرابطة في عدن و سوقطرة و ساحل الصومال الشمالي .

## المعاهدة مع سلطان تاجورة
أشيع أن البريطانييين يعملون في استمالة صاحب تاجورة نحو وضع بلاده تحت الحامية البريطانية، فأسرع لاجارد الممثل السياسي الفرنسي في أبوك إلى عقد اتفاقيات مع شيوخ الصومال وتمكن لاجارد الداهية من ذلك عن طريق الهدايا الثمينة، ووليمة كبيرة أقامها للشيوخ الصوماليين والأعيان على ظهر السفينة تكريماً لاستقبال سلطان تاجورة الذي وقع عقب الاحتفال في 21 سبتمبر 1884، على معاهدة مع لاجارد نائب الحكومة الفرنسية في أبوك .
وكانت المعاهدة بشأن الحماية الفرنسية على ممتلكات السلطان وتنظيم مرتب شهري للسلطان ووزيره بعد انقطاع المرتبات المخصصة لهما من قبل الحكومة المصرية، واعتمدت الحكومة الفرنسية المعاهدة التي أبرمت (في 22أغسطس 1885) بين مستر م.لاجارد حاكم ابوك نيابة عن الحكومة الفرنسية، وحامد بن سلطان تاجورة، حاكم المنطقة التي بين رأس على علي إلى قبة الخراب.

### نص المعاهدة
- مادة 1: صداقة
- مادة 2: يضع السلطان حامد ممتلكاته تحت الحماية الفرنسية .
- مادة 3: ليس من حق الحكومة الفرنسية تغيير القوانين واللوائح العمول بها في إقليم السلطان .
- مادة 4: يتعهد السلطان حامد وخلفاؤه بتقديم التسهيلات اللازمة للفرنسيين بشأن المساكن وشراء الأراضي اللازمة .
- مادة 5 : يتعهد السلطان حامد بعدم إبرام أي معاهدة مع أي دولة أجنبية دون موافقة حاكم أبوك .
- مادة 6: يمنح الاسلطان حامد مرتباً شهرياً قدره خمسمائة فرنك و80 فرنكاً لوزيره .
- مادة 7 : في حالة اختلاف الطرفين في تفسير المعاهدة يلجأ إلى النص الفرنسي للمعاهدة .

إمضاء
لاجارد
ختم سلطان تاجورة حامد بن محمد حاكم اُبوك، سلطان تاجورة
وبعد إبرام هذه المعاهدة التي قيدت سلطان تاجورة وخلفاؤه، وأعلنت الحماية الفرنسية على تاجورة، يقول لاجارد في التعليق عليها «أن المبلغ المرتب شهرياً للسلطان وزيره لايمكن اعتباره ذا قيمة نظراً لأهمية البلاد التي أعطيت لنا، وسيكون من الضروري علينا أن نزيد عليه فش شكل منح وهدايا لتمكين الاحتلال الفعلي لهذا الإقليم» .
والحقيقة أن هذه المعاهدة قد أعطت فرنسا تسهيلات عظيمة للاتصال بمملكة شوا في الداخل، فمنطقة تاجورة ذات مركز استرتيجي وحيوي على رأس طريق القوافل إلى شوا باتباع الطريق المنبسط الذي يتقوس قليلاً ما بين تاجورة وسالجو وبحيرة عسل، ثم متابعة مجرى كالو في سهل جوباد حتى نهر هواش فأراضي شوا . وهذا الطريق بين البحر وشوا وبخاصة جزؤه الأدنى (أراضي دنكالية عفرية ) الذي كان خاضعاً لسلطان تاجوره (العفري) الذي يتحكم في التجارة المارة خلال أراضيه حتى البحر وكانت كلمته مسموعة على القبائل التي بداخل البلاد.

## ضم تاجورة رسمياً إلى ممتلكات فرنسا في الصومال
لم تتخذ الحكومة الفرنسية حركة استغلال فعلي لتاجورة رغم أن المعاهدة تعطيها هذا الحق، مما جعل سلطان تاجورة يتقدم بشكاوى إلى لاجارد من أن بعض الصوماليين قاموا برفع العلم المصري مرة أخرى على رأس علي، وأنه في حاجة إلى قوة بوليسية لحماية المنطقة .. قاتصل لاجارد بالقنصل الفرنسي في القاهرة يناشده العمل للحصول على موافقة من خديوي مصر باحتلال فرنسا لمنطقة تاجورة، لأنه يرى أن رفع العلم المصري على تاجورة إنما كان بتوجيه إنجليزي، ولذا يخشى أن يحدث تصادم مسلح مع القوات البريطانية المرابطة على ساحل الصومال الشمالي وعدن.
وفي عام 27 سبتمبر 1884 بعثت الحومة الفرنسية بتعليمات إلى لاجارد بأن سيستعد لاحتلال عملي لتاجورة عقب انسحاب الإدارة المصرية مباشرة من الأراضي الصومالية، وإذا حدث ظهور قوات إنجليزية، فعليه أن يقدم احتجاجاً لدى الحكومة الإنجليزية وأن يبتعد عن أي صدام مسلح . وخلال فترة انسحاب الإدارة المصرية عن ساحل الصومال، وانشغال البريطانيين في احتلال بربره وزيلع كان الإيطاليون يتوسعون حول عصب وكان الفرنسيون قد رفعوا أعلامهم على رأس علي وانجازه.
ولم تتقدم بريطانيا بأي احتجاج ضد فرنسا أو إيطاليا وإنما أعلنت اعترافها بالوضع القائم فعلاً حتى تضمن اعتراف الدولتين باحتلال بريطانيا لبربره وزيلع، وفي الوقت نفسه تظهر بريطانيا أمام الرأي العام والشعب الصومالي بأنها لم تنفرد بالاحتلال الاستعماري لأراضي في شبه جزيرة الصومال . في 25 نوفمبر 1884 ، أقام قائد الحامية الفرنسية في أبوك احتفالاً رسمياً دعا إليه شيوخ وزعماء القبائل وذلك بمناسبة ضم تاجورة رسمياً إلى ممتلكات فرنسا وأطلقت المدافع تحية وذكرى لإنشاء القاعدة الأساسية لمستعمرة الصومال الفرنسي.
وهذه المكاسب الفرنسية على ساحل الصومال قد دعمها تنفيذ القانون الفرنسي في 12 أغسطس 1885 من أجل تأسيس مستعمرة أبوك والحماية على تاجورة وملحقاتها الإقليمية، ولم تحتج بريطانيا على هذه الحركة التوسعية للفرنسيين حول خليج تاجورة رغم أن بريطانيا سبق لها أن أبرمت معاهدة مع سلطان تاجورة في 1880 ، أي قبل معاهدة فرنسا مع سلطان تاجورة بنحو أربع سنوات، وكانت المعاهدة الإنجليزية تلزم السلطان بعدم التنازل أو التعامل مع أي دولة أخرى، وكانت بريطانيا ترمي من وراء ترك منطقة تاجورة لفرنسا أن تضمن عدم تدخل الفرنسيين في شئون الساحل الشمالي للصومال خلال فترة انشغالها بجمع التوقيعات على المعاهدات التي كانت أعدت في عدن ليتم امضاؤها والتصديق عليها في الصومال عبر الأراضي الممتدة من زيلع إلى رأس حافون.